# Deoxyuridin
Deoxyuridin (zkráceně dU, v sekvencích DNA pouze U) je pyrimidinový nukleosid složený z nukleové báze uracilu napojeného na cukr deoxyribózu glykosidovou vazbou.
Deoxyuridin existuje ve všech živých organismech a chybnou reakcí se může stát součástí DNA v prokaryotických i eukaryotických buňkách. Jeho chemické složení se velmi podobá uridinu (uracil napojený na ribózu), který je součástí RNA.
Nedostatek syntázy uridinmonofosfátu (UMP syntázy) je metabolická porucha, při které vzniká deoxyuridin, který pak může být pro organismus toxický. Deoxyuridin byl také nalezen v několika potravinách, které pak po konzumaci mohou způsobovat zdravotní problémy,

## Deoxyuridin a DNA
Deoxyuridin se liší od deoxythymidinu (jedné ze čtyř hlavních složek nukleové kyseliny DNA) pouze nepřítomností methylové skupiny, která způsobuje stabilizaci její dvouvláknové formy. Na rozdíl od ostatních podobných ribonukleosidů či deoxynukleosidů se proto deoxyuridin v buňce nepoužívá pro přípravu DNA.
Na základě chyby se však i deoxyuridin do řetězce DNA může dostat, a to zejména díky dvěma situacím:
- deaminací cytosinu (již přítomného v řetězci DNA) na uracil, čímž vzniká deoxyuridin (například adicí vodíkového kationtu z molekuly alkylovaného guaninu),
- substitucí thymidinu (již přítomného v řetězci DNA) za deoxyuridin, pokud se v okamžiku replikace DNA vyskytuje deoxyuridinu větší množství.[2]

## Příbuzné sloučeniny
Deoxyuridin má několik příbuzných sloučenin, které si jsou natolik podobné, že mohou být začleněny do DNA při její replikaci. Tyto sloučeniny obsahují na uracilové části vedlejší skupiny, které pak zabraňují párování bází v DNA a tím její syntéze. Používají se proto jako antivirotika, tedy léky účinkující proti virům.
Mezi tyto příbuzné sloučeniny patří:
- Idoxuridin (obsahuje jód) je látka užívaná jako antivirotikum při postižení rohovky oka virem Herpes simplex. Idoxuridin po vložení do DNA viru místo thymidinu znemožňuje jeho množení - inhibuje syntézu virové DNA a tím replikaci viru.
- Trifluridin (také trifluoruridin obsahuje skupinu CF3) je také látka užívaná jako antivirotikum při postižení rohovky oka virem Herpes simplex.
- Edoxudin je také látka užívaná jako antivirotikum. Při syntéze edoxudinu se jako prekurzor používá deoxyuridin.